# Aeroporto de Londres Stansted
O Aeroporto de Londres Stansted (IATA: STN, ICAO: EGSS) é um dos cinco aeroportos que servem a Região de Londres. Em 2015, era o quarto aeroporto mais movimentado do Reino Unido, depois de Heathrow, Gatwick e Manchester. Fica próximo a Stansted Mountfitchet, uma pequena cidade de Essex, distante cerca de 50 km, a noroeste, da região central de Londres, pela autopista M11 (Londres - Cambridge).
Trata-se de um aeroporto internacional usado principalmente por companhias aéreas de baixo custo, tais como Ryanair, EasyJet e Germanwings, e também por empresas de transporte de mercadorias, como Volga-Dnjepr e FedEx.
A pista de aterrissagem mede 3 050 metros. Existe um plano de ampliação que prevê a criação de três pistas adicionais.
Durante a II Guerra Mundial Stansted foi uma base aérea militar.

## Acesso por trens e ônibus

### Trens

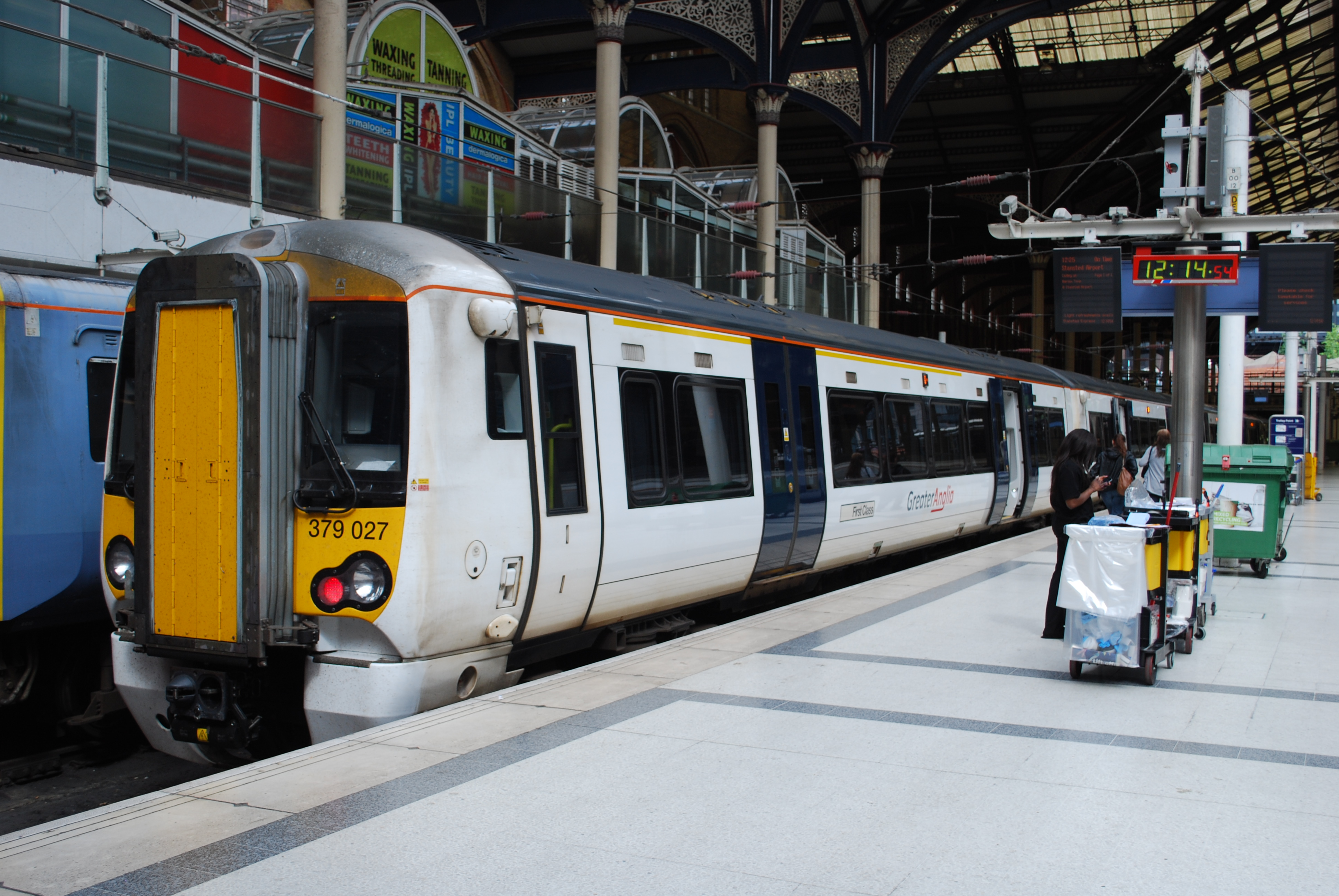
Stansted Express na estação de Liverpool Street, em Londres.

A estação ferroviária do aeroporto de Stansted situa-se no terminal, por baixo da entrada principal.
O Stansted Express liga  o aeroporto e o centro de Londres (estação de Liverpool Street). Os trens saem a cada 15 minutos e o percurso dura 45 a 53 minutos. Liverpool Street é servida pelas linhas  Central, Circle, Hammersmith & City e Metropolitan da rede de metrô de Londres, dando acesso a diferentes áreas da capital.

### Ônibus
Ônibus com horários predeterminados ligam o aeroporto  a  Stratford (45 minutos), ao terminal de ônibus de Victoria (75 minutos), à estação de Liverpool Street (55 minutos) e   a Golders Green (70 minutos), custando cerca da metade do preço da passagem de trem mas levando mais tempo. A estação de ônibus fica perto  do terminal do aeroporto. .